# Hugrin
Hugrin (?, Split, 1248.), ugarski plemić, čazmanski prepošt, splitski nadbiskup (1245. – 1248.) i metropolit te gradski knez (comes).
Završio je studij teologije u Parizu. Isprva je obnašao dužnost čazmanskog prepošta u srednjovjekovnoj Slavoniji. Splitsko plemstvo izabralo ga je 1244. godine za novog splitskog nadbiskupa u vrijeme sukoba s Trogirom, kako bi udobrovoljili kralja Belu IV. koji je zamjerio Splitu politiku njihova kneza, bosanskog bana Mateja Ninoslava.
Hugrin je došao u Dalmaciju 1245. godine u pratnji kralja Bele IV. i kada se kralj vratio u Ugarsku, došao je u Split. Dana 5. lipnja iste godine sklopio je mir s Trogiranima. Između novoizabranog nadbiskupa i klera pod vodstvom Tome Arhiđakona († 1268.) izbio je sukob, no nadbiskupov položaj u gradu dodatno je ojačao Bela IV. imenujući ga i gradskim knezom, čime je definitivno propala Tomina ideja o splitskoj komunalnoj autonomiji.

## Vanjske poveznice
- Ugrin Hrvatska enciklopedija

| Titule u Katoličkoj Crkvi | Titule u Katoličkoj Crkvi      | Titule u Katoličkoj Crkvi |
| ------------------------- | ------------------------------ | ------------------------- |
| prethodnik Toma Arhiđakon | splitski nadbiskup 1245.–1248. | nasljednik Ivan V.        |